# Kikkō-Brücke
Die Kikkō-Brücke (japanisch 亀甲橋 Kikkō-bashi, wörtlich „Schildkrötenpanzer-Brücke“) ist eine Fußgängerbrücke in Form eines dreiarmigen Sterns über einen Teich im Gelände des Aoyama-kōgen Country Club (青山高原カントリークラブ) im Osten des „Aoyama-Hochlands“ (Aoyama-kōgen) im Ortsteil Inabachō der Stadt Tsu in der japanischen Präfektur Mie auf der Hauptinsel Honshū.
Sie bietet den Besuchern des Clubhauses zwei bequeme Zugänge zu den Golfbahnen über den Teich hinweg, der 10 m unterhalb des Clubhauses liegt.
Die Spannbandbrücke besteht aus drei je 37,50 m langen Stegen, die in drei Widerlagern rund um und hoch über dem Ufer des Teiches verankert und im Winkel von jeweils 120° mit einer zentralen, über dem Teich hängenden Plattform verbunden sind. Die Stege sind 2,10 m breit; die Wege zwischen ihren an Blumenranken erinnernden Geländern sind 1,60 m breit.
Die Widerlager sind mit Bodenankern im Untergrund verankert. Die Stege bestehen aus vorgefertigten 20 cm dicken Betonplatten, die von Tragseilen zwischen den Widerlagern und einem Stahlrahmen unter der zentralen Plattform getragen werden. Nach ihrer Montage und den Vergießen der Fugen wurden sie mit gesonderten Spanngliedern vorgespannt. Der Stahlrahmen ist mit einer vorgefertigten unteren Betonplatte verbunden und mit einer Ortbetonplatte abgedeckt. Nachdem ihre provisorischen Stützen entfernt wurden, wird die zentrale Plattform nur von den Tragseilen der drei Stege in der Schwebe über dem Teich gehalten.
Die Brücke wurde von Sumitomo Construction (jetzt die zur Sumitomo Group gehörende Sumitomo Mitsui Construction) entworfen, gebaut und 1991 fertiggestellt.